# Valerij Obodzinskij
Valerij Obodzinskij (russo: Вале́рий Влади́мирович Ободзи́нский) (Odessa, 24 gennaio 1942 – Mosca, 26 aprile 1997) è stato un cantante russo. Obodzinskij, popolare tenore del periodo dell'URSS, venne insignito del titolo di onorevole artista (заслуженный артист) della Repubblica dei Mari nel 1973.
Obodzinskij nacque ad Odessa durante l'occupazione nazista e romena. I genitori si trovavano al fronte, per cui Valerij venne educato dalla nonna, un'ex-spazzina. Durante la guerra lo zio di Obodzinskij, vecchio solo due anni più di Valerij, rubò una salsiccia ad un soldato tedesco, mandando in ira quest'ultimo. A salvare i due ragazzini intervenne la nonna, che si gettò ai piedi del soldato baciandogli gli stivali.
Obodzinskij raggiunse la popolarità in tutta l'Unione Sovietica nel 1964, quando l'artista di provincia venne invitato a Mosca da Oleg Lundstrem a cantare come solista nella sua orchestra. Negli anni '60 e '70 Obodzinskij divenne un famoso cantante di varietà in Unione Sovietica. È stato il primo esecutore delle canzoni «Questi occhi di fronte» (D. Tuchmanov, T. Saško), «Canzone orientale» (D. Tuchmanov, O. Gadžikamov), «Magia» (A. Fljarkovskij, L. Derbenjov), «Suona un organo» (D. Tuchmanov, M. Pljazkovskij), «Canzone perpetua» (D. Tuchmanov, I. Šaferan), «Miraggio» (A. Zazepin, L. Derbenjov), «Il tuo giorno» (S. Kastorskij, V. Gin), «Primo d'aprile» (V. Migulja, I. Šeferan). Obodzinskij raggiunse la massima popolarità nei primi anni '70.
La voce di Obodzinskij era tenera, piacevole, e gentile. Il suo repertorio consisteva in maggior parte di lirica d'amore. Il cantante diffuse la conoscenza tra il pubblico sovietico del lavoro di vari autori russi, e dei Beatles. Tutto questo, insieme ad una grande resistenza alla fatia, lo rese amato tra il pubblico russo, in particolar modo tra le donne.
Obodzinskij visse anche delle sfortune; l'artista non conobbe mai la ricchezza. Al tempo la ricerca dell'arricchimento personale non era benvenuta. Girarono persino voci che il cantante, insoddisfatto dei propri profitti, volesse lasciare la nazione. Tutto questo portò ad una comparsa di Obodzinskij sempre più rara sulla scena. Anche il tentativo di organizzare un tour negli USA non riuscì.

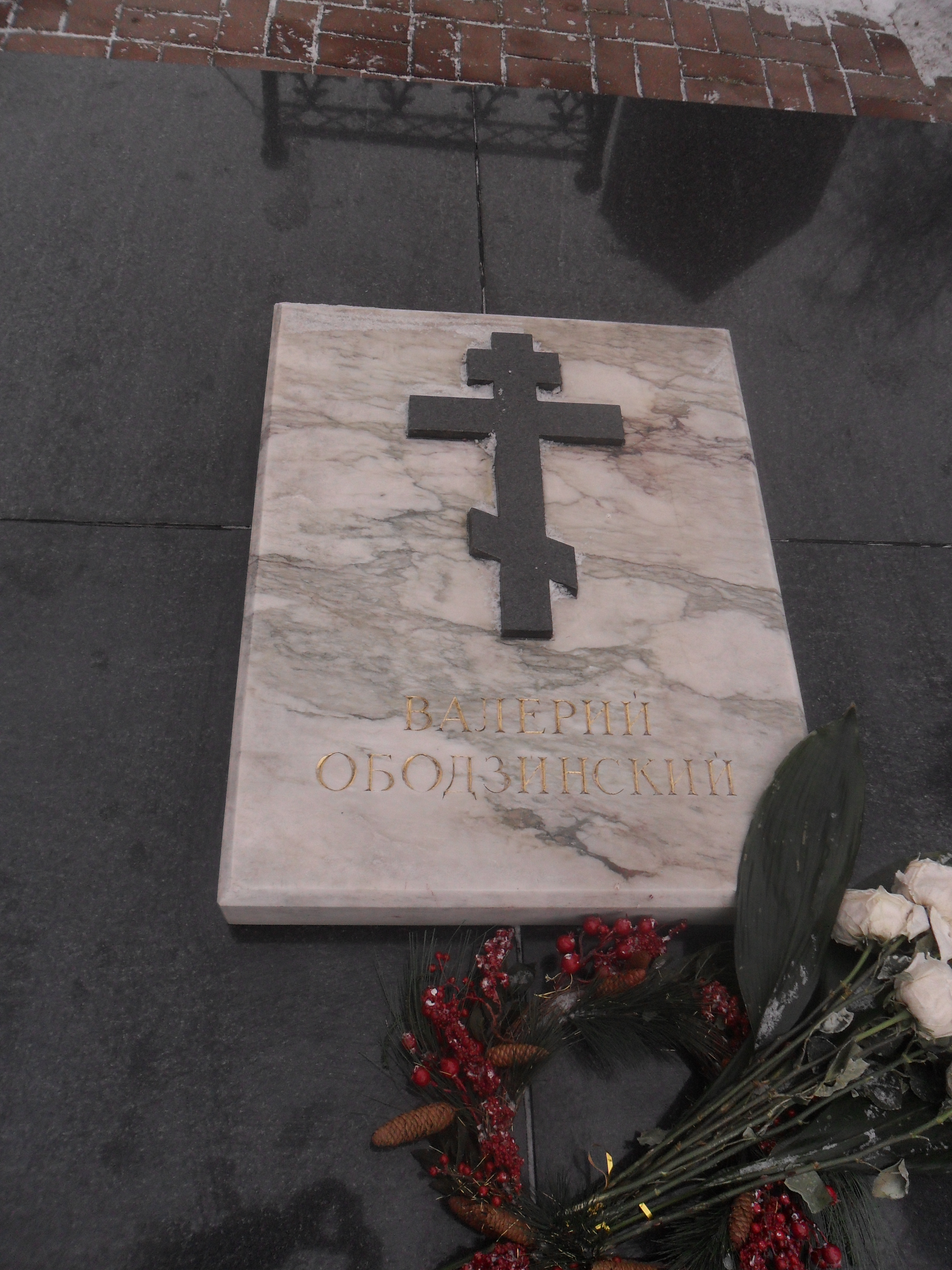
La tomba di Obodzinskij a Mosca

 Il tenore lasciò del tutto la scena nel 1987, arrivando a soffrire di alcolismo. Obodzinskij si spense per insufficienza cardiaca nel 1997, e venne seppellito a Mosca nel cimitero di Kuznetzov (Кунцевском кладбище).